# Lista de campeões cadeirantes de torneios do Grand Slam
Esta é a lista de campeões cadeirantes em simples e duplas do Australian Open, de Roland Garros, de Wimbledon e do US Open.
Constam os torneios masculinos e femininos de cada categoria, além daquele com competidores tetraplégicos, unissex, mas que raramente possui mulheres inscritas.
Tradicionalmente, em anos de Jogos Paralímpicos, o US Open ficava ausente. A partir de 2021, os dois torneios passaram a acontecer na mesma temporada, possibilitando a chance de Golden Slam para a categoria.

## Por ano

### Simples

#### Masculinos
| Ano  | Australian Open         | Roland Garros           | Wimbledon               | US Open                |
| ---- | ----------------------- | ----------------------- | ----------------------- | ---------------------- |
| 2025 | Alfie Hewett (10/10)    |                         |                         |                        |
| 2024 | Tokito Oda (3/4)        | Tokito Oda (4/4)        | Alfie Hewett (9/10)     | Jogos Paralímpicos     |
| 2023 | Alfie Hewett (7/10)     | Tokito Oda (1/4)        | Tokito Oda (2/4)        | Alfie Hewett (8/10)    |
| 2022 | Shingo Kunieda (26/28)  | Shingo Kunieda (27/28)  | Shingo Kunieda (28/28)  | Alfie Hewett (6/10)    |
| 2021 | Joachim Gérard (1/2)    | Alfie Hewett (5/10)     | Joachim Gérard (2/2)    | Shingo Kunieda (25/28) |
| 2020 | Shingo Kunieda (23/28)  | Alfie Hewett (4/10)     | Torneio não realizado   | Shingo Kunieda (24/28) |
| 2019 | Gustavo Fernández (3/5) | Gustavo Fernández (4/5) | Gustavo Fernández (5/5) | Alfie Hewett (3/10)    |
| 2018 | Shingo Kunieda (21/28)  | Shingo Kunieda (22/28)  | Stefan Olsson (2/2)     | Alfie Hewett (2/10)    |
| 2017 | Gustavo Fernández (2/5) | Alfie Hewett (1/10)     | Stefan Olsson (1/2)     | Stéphane Houdet (4/4)  |
| 2016 | Gordon Reid (1/2)       | Gustavo Fernández (1/5) | Gordon Reid (2/2)       | Jogos Paralímpicos     |
| 2015 | Shingo Kunieda (18/28)  | Shingo Kunieda (19/28)  |                         | Shingo Kunieda (20/28) |
| 2014 | Shingo Kunieda (15/28)  | Shingo Kunieda (16/28)  | Shingo Kunieda (17/28)  |                        |
| 2013 | Shingo Kunieda (14/28)  | Stéphane Houdet (1/4)   | Stéphane Houdet (3/4)   |                        |
| 2012 | Maikel Scheffers (2/2)  | Stéphane Houdet (1/4)   | Jogos Paralímpicos      |                        |
| 2011 | Shingo Kunieda (12/28)  | Maikel Scheffers (1/2)  | Shingo Kunieda (13/28)  |                        |
| 2010 | Shingo Kunieda (9/28)   | Shingo Kunieda (10/28)  | Shingo Kunieda (11/28)  |                        |
| 2009 | Shingo Kunieda (6/28)   | Shingo Kunieda (7/28)   | Shingo Kunieda (8/28)   |                        |
| 2008 | Shingo Kunieda (4/28)   | Shingo Kunieda (5/28)   | Jogos Paralímpicos      |                        |
| 2007 | Shingo Kunieda (1/28)   | Shingo Kunieda (2/28)   | Shingo Kunieda (3/28)   |                        |
| 2006 | Michaël Jeremiasz       |                         |                         | Robin Ammerlaan (3/3)  |
| 2005 | David Hall (3/3)        | Robin Ammerlaan (2/3)   |                         |                        |
| 2004 | David Hall (2/3)        |                         |                         |                        |
| 2003 | David Hall (1/3)        |                         |                         |                        |
| 2002 | Robin Ammerlaan (1/3)   |                         |                         |                        |

#### Femininos
| Ano  | Australian Open         | Roland Garros           | Wimbledon              | US Open                |
| ---- | ----------------------- | ----------------------- | ---------------------- | ---------------------- |
| 2025 | Yui Kamiji (9/9)        |                         |                        |                        |
| 2024 | Diede de Groot (21/23)  | Diede de Groot (22/23)  | Diede de Groot (23/23) | Jogos Paralímpicos     |
| 2023 | Diede de Groot (17/23)  | Diede de Groot (18/23)  | Diede de Groot (19/23) | Diede de Groot (20/23) |
| 2022 | Diede de Groot (13/23)  | Diede de Groot (14/23)  | Diede de Groot (15/23) | Diede de Groot (16/23) |
| 2021 | Diede de Groot (9/23)   | Diede de Groot (10/23)  | Diede de Groot (11/23) | Diede de Groot (12/23) |
| 2020 | Yui Kamiji (7/9)        | Yui Kamiji (8/9)        | Torneio não realizado  | Diede de Groot (8/23)  |
| 2019 | Diede de Groot (5/23)   | Diede de Groot (6/23)   | Aniek van Koot (3/3)   | Diede de Groot (7/23)  |
| 2018 | Diede de Groot (2/23)   | Yui Kamiji (6/9)        | Diede de Groot (3/23)  | Diede de Groot (4/23)  |
| 2017 | Yui Kamiji (3/9)        | Yui Kamiji (4/9)        | Diede de Groot (1/23)  | Yui Kamiji (5/9)       |
| 2016 | Jiske Griffioen (3/4)   | Marjolein Buis          | Jiske Griffioen (4/4)  | Jogos Paralímpicos     |
| 2015 | Jiske Griffioen (1/4)   | Jiske Griffioen (2/4)   |                        | Jordanne Whiley        |
| 2014 | Sabine Ellerbrock (2/2) | Yui Kamiji (1/9)        | Yui Kamiji (2/9)       |                        |
| 2013 | Aniek van Koot (1/3)    | Sabine Ellerbrock (1/2) | Aniek van Koot (2/3)   |                        |
| 2012 | Esther Vergeer (20/21)  | Esther Vergeer (21/21)  | Jogos Paralímpicos     |                        |
| 2011 | Esther Vergeer (17/21)  | Esther Vergeer (18/21)  | Esther Vergeer (19/21) |                        |
| 2010 | Korie Homan             | Esther Vergeer (15/21)  | Esther Vergeer (16/21) |                        |
| 2009 | Esther Vergeer (12/21)  | Esther Vergeer (13/21)  | Esther Vergeer (14/21) |                        |
| 2008 | Esther Vergeer (10/21)  | Esther Vergeer (11/21)  | Jogos Paralímpicos     |                        |
| 2007 | Esther Vergeer (7/21)   | Esther Vergeer (8/21)   | Esther Vergeer (9/21)  |                        |
| 2006 | Esther Vergeer (5/21)   |                         |                        | Esther Vergeer (6/21)  |
| 2005 | Mie Yaosa               | Esther Vergeer (4/21)   |                        |                        |
| 2004 | Esther Vergeer (3/21)   |                         |                        |                        |
| 2003 | Esther Vergeer (2/21)   |                         |                        |                        |
| 2002 | Esther Vergeer (1/21)   |                         |                        |                        |

#### Tetraplégicos
| Ano  | Australian Open      | Roland Garros          | Wimbledon             | US Open              |
| ---- | -------------------- | ---------------------- | --------------------- | -------------------- |
| 2025 | Sam Schröder (7/7)   |                        |                       |                      |
| 2024 | Sam Schröder (6/7)   | Guy Sasson             | Niels Vink (5/5)      | Jogos Paralímpicos   |
| 2023 | Sam Schröder (4/7)   | Niels Vink (3/5)       | Niels Vink (4/5)      | Sam Schröder (5/7)   |
| 2022 | Sam Schröder (2/7)   | Niels Vink (1/5)       | Sam Schröder (3/7)    | Niels Vink (2/5)     |
| 2021 | Dylan Alcott (12/15) | Dylan Alcott (13/15)   | Dylan Alcott (14/15)  | Dylan Alcott (15/15) |
| 2020 | Dylan Alcott (10/15) | Dylan Alcott (11/15)   | Torneio não realizado | Sam Schröder (1/7)   |
| 2019 | Dylan Alcott (7/15)  | Dylan Alcott (8/15)    | Dylan Alcott (9/15)   | Andy Lapthorne (2/2) |
| 2018 | Dylan Alcott (5/15)  |                        |                       | Dylan Alcott (6/15)  |
| 2017 | Dylan Alcott (4/15)  | David Wagner (6/6)     |                       |                      |
| 2016 | Dylan Alcott (3/15)  | Jogos Paralímpicos     |                       |                      |
| 2015 | Dylan Alcott (1/15)  | Dylan Alcott (2/15)    |                       |                      |
| 2014 | David Wagner (5/6)   | Andrew Lapthorne (1/2) |                       |                      |
| 2013 | David Wagner (4/6)   | Lucas Sithole          |                       |                      |
| 2012 | Peter Norfolk (6/6)  | Jogos Paralímpicos     |                       |                      |
| 2011 | David Wagner (2/6)   | David Wagner (3/6)     |                       |                      |
| 2010 | Peter Norfolk (5/6)  | David Wagner (1/6)     |                       |                      |
| 2009 | Peter Norfolk (3/6)  | Peter Norfolk (4/6)    |                       |                      |
| 2008 | Peter Norfolk (2/6)  | Jogos Paralímpicos     |                       |                      |
| 2007 |                      |                        |                       | Peter Norfolk (1/6)  |

### Duplas

#### Masculinos
| Ano  | Australian Open                                | Roland Garros                                  | Wimbledon                                           | US Open                                        |
| ---- | ---------------------------------------------- | ---------------------------------------------- | --------------------------------------------------- | ---------------------------------------------- |
| 2025 | Alfie Hewett (21/21) Gordon Reid (26/26)       |                                                |                                                     |                                                |
| 2024 | Alfie Hewett (18/21) Gordon Reid (23/26)       | Alfie Hewett (19/21) Gordon Reid (24/26)       | Alfie Hewett (20/21) Gordon Reid (25/26)            | Jogos Paralímpicos                             |
| 2023 | Alfie Hewett (15/21) Gordon Reid (20/26)       | Alfie Hewett (16/21) Gordon Reid (21/26)       | Alfie Hewett (17/21) Gordon Reid (22/26)            | Stéphane Houdet (20/20) Takashi Sanada         |
| 2022 | Alfie Hewett (13/21) Gordon Reid (18/26)       | Alfie Hewett (14/21) Gordon Reid (19/26)       | Gustavo Fernández (3/3) Shingo Kunieda (22/22)      | Martín de la Puente Nicolas Peifer (8/8)       |
| 2021 | Alfie Hewett (9/21) Gordon Reid (14/26)        | Alfie Hewett (10/21) Gordon Reid (15/26)       | Alfie Hewett (11/21) Gordon Reid (16/26)            | Alfie Hewett (12/21) Gordon Reid (17/26)       |
| 2020 | Alfie Hewett (6/21) Gordon Reid (11/26)        | Alfie Hewett (8/21) Gordon Reid (13/26)        | Torneio não realizado devido à pandemia de COVID-19 | Alfie Hewett (7/21) Gordon Reid (12/26)        |
| 2019 | Joachim Gérard (3/4) Stefan Olsson (3/4)       | Gustavo Fernández (2/3) Shingo Kunieda (21/22) | Joachim Gérard (4/4) Stefan Olsson (4/4)            | Alfie Hewett (5/21) Gordon Reid (10/26)        |
| 2018 | Stéphane Houdet (18/20) Nicolas Peifer (6/8)   | Stéphane Houdet (19/20) Nicolas Peifer (7/8)   | Alfie Hewett (3/21) Gordon Reid (8/26)              | Alfie Hewett (4/21) Gordon Reid (9/26)         |
| 2017 | Joachim Gérard (2/4) Gordon Reid (5/26)        | Stéphane Houdet (17/20) Nicolas Peifer (5/8)   | Alfie Hewett (2/21) Gordon Reid (6/26)              | Alfie Hewitt Gordon Reid (7/26)                |
| 2016 | Stéphane Houdet (16/20) Nicolas Peifer (4/8)   | Shingo Kunieda (20/22) Gordon Reid (3/26)      | Alfie Hewett (1/21) Gordon Reid (4/26)              | Jogos Paralímpicos                             |
| 2015 | Stéphane Houdet (14/20) Shingo Kunieda (18/22) | Shingo Kunieda (19/22) Gordon Reid (1/26)      | Gustavo Fernández (1/3) Nicolas Peifer (3/8)        | Stéphane Houdet (15/20) Gordon Reid (2/26)     |
| 2014 | Stéphane Houdet (10/20) Shingo Kunieda (15/22) | Joachim Gérard (1/4) Stéphane Houdet (11/20)   | Stéphane Houdet (12/20) Shingo Kunieda (16/22)      | Stéphane Houdet (13/20) Shingo Kunieda (17/22) |
| 2013 | Michaël Jeremiasz (8/9) Shingo Kunieda (12/22) | Stéphane Houdet (8/20) Shingo Kunieda (13/22)  | Stéphane Houdet (9/20) Shingo Kunieda (14/22)       | Michaël Jeremiasz (9/9) Maikel Scheffers (5/5) |
| 2012 | Robin Ammerlaan (11/11) Ronald Vink (5/5)      | Frederic Cattaneo Shingo Kunieda (11/22)       | Tom Egberink Michaël Jeremiasz (7/9)                | Jogos Paralímpicos                             |
| 2011 | Shingo Kunieda (9/22) Maikel Scheffers (3/5)   | Shingo Kunieda (10/22) Nicolas Peifer (1/8)    | Maikel Scheffers (4/5) Ronald Vink (4/5)            | Stéphane Houdet (7/20) Nicolas Peifer (2/8)    |
| 2010 | Stéphane Houdet (5/20) Shingo Kunieda (7/22)   | Stéphane Houdet (6/20) Shingo Kunieda (8/22)   | Robin Ammerlaan (10/11) Stefan Olsson (2/4)         | Maikel Scheffers (2/5) Ronald Vink (3/5)       |
| 2009 | Robin Ammerlaan (9/11) Shingo Kunieda (6/22)   | Stéphane Houdet (2/20) Michaël Jeremiasz (5/9) | Stéphane Houdet (3/20) Michaël Jeremiasz (6/9)      | Stéphane Houdet (4/20) Stefan Olsson (1/4)     |
| 2008 | Shingo Kunieda (4/22) Satoshi Saida (3/3)      | Shingo Kunieda (5/22) Maikel Scheffers (1/5)   | Robin Ammerlaan (8/11) Ronald Vink (2/5)            | Jogos Paralímpicos                             |
| 2007 | Robin Ammerlaan (6/11) Shingo Kunieda (2/22)   | Stéphane Houdet (1/20) Michaël Jeremiasz (4/9) | Robin Ammerlaan (7/11) Ronald Vink (1/5)            | Shingo Kunieda (3/22) Satoshi Saida (2/3)      |
| 2006 | Robin Ammerlaan (4/11) Martin Legner (3/3)     |                                                | Shingo Kunieda (1/22) Satoshi Saida (1/3)           | Robin Ammerlaan (5/11) Michaël Jeremiasz (3/9) |
| 2005 | Robin Ammerlaan (2/11) Martin Legner (2/3)     | Michaël Jeremiasz (1/9) Jayant Mistry          | Robin Ammerlaan (3/11) Michaël Jeremiasz (2/9)      |                                                |
| 2004 | Robin Ammerlaan (1/11) Martin Legner (1/3)     |                                                |                                                     |                                                |

#### Femininos
| Ano  | Australian Open                                 | Roland Garros                                 | Wimbledon                                           | US Open                                       |
| ---- | ----------------------------------------------- | --------------------------------------------- | --------------------------------------------------- | --------------------------------------------- |
| 2025 | Li Xiaohui Wang Ziying                          |                                               |                                                     |                                               |
| 2024 | Diede de Groot (18/19) Jiske Griffioen (16/16)  | Diede de Groot (19/19) Aniek van Koot (24/24) | Yui Kamiji (21/21) Kgothatso Montjane (3/3)         | Jogos Paralímpicos                            |
| 2023 | Diede de Groot (16/19) Aniek van Koot (23/24)   | Yui Kamiji (19/21) Kgothatso Montjane (1/3)   | Diede de Groot (17/19) Jiske Griffioen (15/16)      | Yui Kamiji (20/21) Kgothatso Montjane (2/3)   |
| 2022 | Diede de Groot (13/19) Aniek van Koot (20/24)   | Diede de Groot (14/19) Aniek van Koot (21/24) | Yui Kamiji (18/21) Dana Mathewson                   | Diede de Groot (15/19) Aniek van Koot (22/24) |
| 2021 | Diede de Groot (10/19) Aniek van Koot (17/24)   | Diede de Groot (11/19) Aniek van Koot (18/24) | Yui Kamiji (17/21) Jordanne Whiley (12/12)          | Diede de Groot (12/19) Aniek van Koot (19/24) |
| 2020 | Yui Kamiji (15/21) Jordanne Whiley (10/12)      | Diede de Groot (9/19) Aniek van Koot (16/24)  | Torneio não realizado devido à pandemia de COVID-19 | Yui Kamiji (16/21) Jordanne Whiley (11/12)    |
| 2019 | Diede de Groot (5/19) Aniek van Koot (12/24)    | Diede de Groot (6/19) Aniek van Koot (13/24)  | Diede de Groot (7/19) Aniek van Koot (14/24)        | Diede de Groot (8/19) Aniek van Koot (15/24)  |
| 2018 | Marjolein Buis (5/5) Yui Kamiji (12/21)         | Diede de Groot (2/19) Aniek van Koot (11/24)  | Diede de Groot (3/19) Yui Kamiji (13/21)            | Diede de Groot (4/19) Yui Kamiji (14/21)      |
| 2017 | Jiske Griffioen (14/16) Aniek van Koot (10/24)  | Marjolein Buis (3/5) Yui Kamiji (10/21)       | Yui Kamiji (11/21) Jordanne Whiley (9/12)           | Marjolein Buis (4/5) Diede de Groot (1/19)    |
| 2016 | Marjolein Buis (2/5) Yui Kamiji (7/21)          | Yui Kamiji (8/21) Jordanne Whiley (7/12)      | Yui Kamiji (9/21) Jordanne Whiley (8/12)            | Jogos Paralímpicos                            |
| 2015 | Yui Kamiji (5/21) Jordanne Whiley (5/12)        | Jiske Griffioen (12/16) Aniek van Koot (8/24) | Yui Kamiji (6/21) Jordanne Whiley (6/12)            | Jiske Griffioen (13/16) Aniek van Koot (9/24) |
| 2014 | Yui Kamiji (1/21) Jordanne Whiley (1/12)        | Yui Kamiji (2/21) Jordanne Whiley (2/12)      | Yui Kamiji (3/21) Jordanne Whiley (3/12)            | Yui Kamiji (4/21) Jordanne Whiley (4/12)      |
| 2013 | Jiske Griffioen (8/16) Aniek van Koot (4/24)    | Jiske Griffioen (9/16) Aniek van Koot (5/24)  | Jiske Griffioen (10/16) Aniek van Koot (6/24)       | Jiske Griffioen (11/16) Aniek van Koot (7/24) |
| 2012 | Esther Vergeer (20/21) Sharon Walraven (7/7)    | Marjolein Buis (1/5) Esther Vergeer (21/21)   | Jiske Griffioen (7/16) Aniek van Koot (3/24)        | Jogos Paralímpicos                            |
| 2011 | Esther Vergeer (16/21) Sharon Walraven (3/7)    | Esther Vergeer (17/21) Sharon Walraven (4/7)  | Esther Vergeer (18/21) Sharon Walraven (5/7)        | Esther Vergeer (19/21) Sharon Walraven (6/7)  |
| 2010 | Florence Gravellier (2/2) Aniek van Koot (1/24) | Daniela Di Toro Aniek van Koot (2/24)         | Esther Vergeer (14/21) Sharon Walraven (1/7)        | Esther Vergeer (15/21) Sharon Walraven (2/7)  |
| 2009 | Korie Homan (2/5) Esther Vergeer (10/21)        | Korie Homan (3/5)] Esther Vergeer (11/21)     | Korie Homan (4/5) Esther Vergeer (12/21)            | Korie Homan (5/5) Esther Vergeer (13/21)      |
| 2008 | Jiske Griffioen (5/16) Esther Vergeer (8/21)    | Jiske Griffioen (6/16) Esther Vergeer (9/21)  |                                                     | Jogos Paralímpicos                            |
| 2007 | Jiske Griffioen (3/16) Esther Vergeer (5/21)    | Maaike Smit (3/3) Esther Vergeer (6/21)       | Jiske Griffioen (4/16) Esther Vergeer (7/21)        |                                               |
| 2006 | Jiske Griffioen (1/16) Esther Vergeer (3/21)    |                                               |                                                     | Jiske Griffioen (2/16) Esther Vergeer (4/21)  |
| 2005 | Florence Gravellier (1/2) Maaike Smit (2/3)     | Korie Homan (1/5) Esther Vergeer (2/21)       |                                                     |                                               |
| 2004 | Maaike Smit (1/3) Esther Vergeer (1/21)         |                                               |                                                     |                                               |

#### Tetraplégicos
| Ano  | Australian Open                              | Roland Garros                                | Wimbledon                                           | US Open                                    |
| ---- | -------------------------------------------- | -------------------------------------------- | --------------------------------------------------- | ------------------------------------------ |
| 2025 | Andy Lapthorne (16/16) Sam Schröder (11/11)  |                                              |                                                     |                                            |
| 2024 | Andy Lapthorne (15/16) David Wagner (23/23)  | Sam Schröder (9/11) Niels Vink (8/9)         | Sam Schröder (10/11) Niels Vink (9/9)               | Jogos Paralímpicos                         |
| 2023 | Sam Schröder (6/11) Niels Vink (5/9)         | Andy Lapthorne (14/16) Donald Ramphadi       | Sam Schröder (7/11) Niels Vink (6/9)                | Sam Schröder (8/11) Niels Vink (7/9)       |
| 2022 | Andy Lapthorne (13/16) David Wagner (22/23)  | Sam Schröder (3/11) Niels Vink (2/9)         | Sam Schröder (4/11) Niels Vink (3/9)                | Sam Schröder (5/11) Niels Vink (4/9)       |
| 2021 | Dylan Alcott (8/8) Heath Davidson (4/4)      | Andy Lapthorne (11/16) David Wagner (20/23)  | Andy Lapthorne (12/16) David Wagner (21/23)         | Sam Schröder (2/11) Niels Vink (1/9)       |
| 2020 | Dylan Alcott (6/8) Heath Davidson (3/4)      | Sam Schröder (1/11) David Wagner (19/23)     | Torneio não realizado devido à pandemia de COVID-19 | Dylan Alcott (7/8) Andy Lapthorne (10/16)  |
| 2019 | Dylan Alcott (2/8) Heath Davidson (2/4)      | Dylan Alcott (3/8) David Wagner (18/23)      | Dylan Alcott (4/8) Andy Lapthorne (8/16)            | Dylan Alcott (5/8) Andy Lapthorne (9/16)   |
| 2018 | Dylan Alcott (1/8) Heath Davidson (1/4)      |                                              |                                                     | Andy Lapthorne (7/16) David Wagner (17/23) |
| 2017 | Andy Lapthorne (5/16) David Wagner (15/23)   | Andy Lapthorne (6/16) David Wagner (16/23)   |                                                     |                                            |
| 2016 | Lucas Sithole David Wagner (14/23)           | Jogos Paralímpicos                           |                                                     |                                            |
| 2015 | Andrew Lapthorne (4/16) David Wagner (12/23) | Nicholas Taylor (11/11) David Wagner (13/23) |                                                     |                                            |
| 2014 | Andrew Lapthorne (3/16) David Wagner (10/23) | Nicholas Taylor (10/11) David Wagner (11/23) |                                                     |                                            |
| 2013 | Nicholas Taylor (8/11) David Wagner (8/23)   | Nicholas Taylor (9/11) David Wagner (9/23)   |                                                     |                                            |
| 2012 | Andrew Lapthorne (2/16) Peter Norfolk (2/2)  | Jogos Paralímpicos                           |                                                     |                                            |
| 2011 | Andrew Lapthorne (1/16) Peter Norfolk (1/2)  | Nicholas Taylor (7/11) David Wagner (7/23)   |                                                     |                                            |
| 2010 | Nicholas Taylor (5/11) David Wagner (5/23)   | Nicholas Taylor (6/11) David Wagner (6/23)   |                                                     |                                            |
| 2009 | Nicholas Taylor (3/11) David Wagner (3/23)   | Nicholas Taylor (4/11) David Wagner (4/23)   |                                                     |                                            |
| 2008 | Nicholas Taylor (2/11) David Wagner (2/23)   | Jogos Paralímpicos                           |                                                     |                                            |
| 2007 |                                              |                                              |                                                     | Nicholas Taylor (1/11) David Wagner (1/23) |